# Statens torvingenjör

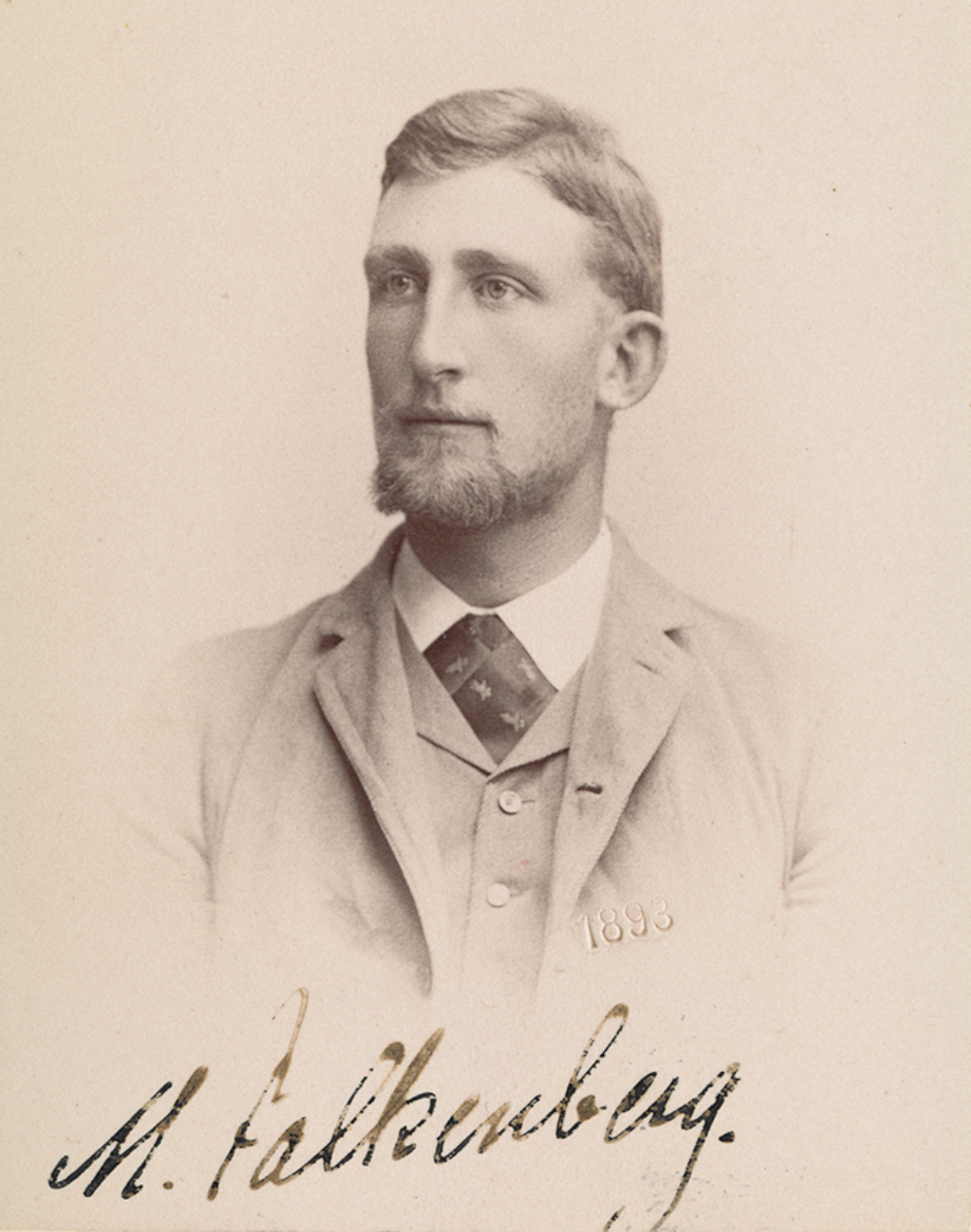
Friherre Melcher Falkenberg var statens torvingenjör 1915–1928.

Statens torvingenjör var titeln på den ämbetsman som under första hälften av 1900-talet hade till uppgift att bland annat genomföra torvundersökningar och rådgöra allmänheten i torvtekniska frågor.

## Historia
Svenska mosskulturföreningen fick 1901 höjt anslag av staten för ”anställande av en torvingenjör som skulle tillhandagå allmänheten med råd och upplysningar i torvtekniska frågor, verkställa torvundersökningar, uppgöra förslag och beräkningar till torvindustriella anläggningar m.m.”. Torvingenjören sorterades under Lantbruksstyrelsen. 1903 fick torvingenjören en assistent. Torvstaten fortsatte att öka i storlek och i början av första världskriget – när det fanns ett stort behov av bränntorv – fanns det en förste torvingenjör, tre torvingenjörer och en torvassistent. Torvstaten nådde sin höjd 1918 med en förste torvingenjör, fyra torvingenjörer, två torvassistenter och tre torvbiträden.
Efter krigets slut började personalbeståndet att avvecklas och bergsbyrån i Kommerskollegium tog över ansvaret 1921. Förste torvingenjören gick i pension 1929 och den siste kvarvarande torvingenjören pensionerades 1940. Efter deras avgång fick de förordnande från Kommerskollegium att vid behov tjänstgöra som extra torvingenjörer vid utredningar och tjänster åt allmänheten.